# Pedro Mendes
Pedro Miguel da Silva Mendes (nascut el 26 de febrer de 1979 en Guimarães) és un futbolista portugués que jugà de centrecampista pel Sporting Clube de Portugal de la primera divisió portuguesa.